# سرجیو روخاس (بازیکن فوتبال آرژانتین)
سرجیو روخاس (اسپانیایی: Sergio Rojas‎؛ زادهٔ ۲۲ نوامبر ۱۹۷۳) بازیکن فوتبال اهل آرژانتین است.

## باشگاهی
از باشگاه‌هایی که در آن بازی کرده‌است می‌توان به باشگاه فوتبال رویال شارلوا اشاره کرد.